# Stugeta
Stugeta is een geslacht van vlinders van de familie van de Lycaenidae. De soorten van dit geslacht komen in tropisch Afrika voor.

## Soorten
- S. bowkeri (Trimen, 1864)
- S. carpenteri Stempffer, 1946
- S. marmoreus (Butler, 1866)
- S. mimetica Aurivillius, 1916
- S. occidentalis (Stempffer & Bennett, 1958)
- S. somalina Stempffer, 1946
- S. subinfuscata Grünberg, 1910
- S. umbrosa (Butler, 1886)